# Serie A (Italia) 1979-80
La Serie A 1979–80 fue la 78.ª edición del campeonato de fútbol de más alto nivel en Italia y la 48.ª bajo el formato de grupo único. Inter de Milán ganó su 12° scudetto.

## Equipos participantes
| Equipo         | Ciudad        | Estadio                      |
| -------------- | ------------- | ---------------------------- |
| Ascoli         | Ascoli Piceno | Cino e Lillo Del Duca        |
| Avellino       | Avellino      | Partenio                     |
| Bologna        | Bolonia       | Comunale de Bolonia          |
| Cagliari       | Cagliari      | Sant'Elia                    |
| Catanzaro      | Catanzaro     | Comunale de Catanzaro        |
| Fiorentina     | Florencia     | Comunale de Florencia        |
| Internazionale | Milán         | San Siro                     |
| Juventus       | Turín         | Comunale de Turín            |
| Lazio          | Roma          | Olímpico de Roma             |
| Milan          | Milán         | San Siro                     |
| Napoli         | Nápoles       | San Paolo                    |
| Perugia        | Perugia       | Comunale de Pian di Massiano |
| Pescara        | Pescara       | Adriatico                    |
| Roma           | Roma          | Olímpico de Roma             |
| Torino         | Turín         | Comunale de Turín            |
| Udinese        | Údine         | Friuli                       |

## Clasificación
| Pos. | Equipo             | Pts. | PJ | G  | E  | P  | GF | GC | Dif. | Clasificación                                |
| ---- | ------------------ | ---- | -- | -- | -- | -- | -- | -- | ---- | -------------------------------------------- |
| 1    | Internazionale (C) | 41   | 30 | 14 | 13 | 3  | 44 | 25 | +19  | Clasificado a la Copa de Campeones de Europa |
| 2    | Juventus           | 38   | 30 | 16 | 6  | 8  | 42 | 25 | +17  | Clasificado a la Copa de la UEFA             |
| 3    | Torino             | 35   | 30 | 11 | 13 | 6  | 26 | 15 | +11  | Clasificado a la Copa de la UEFA             |
| 4    | Ascoli             | 34   | 30 | 11 | 12 | 7  | 35 | 28 | +7   |                                              |
| 5    | Fiorentina         | 33   | 30 | 11 | 11 | 8  | 33 | 27 | +6   |                                              |
| 6    | Roma               | 32   | 30 | 10 | 12 | 8  | 34 | 35 | −1   | Clasificado a la Recopa de Europa            |
| 7    | Bologna            | 30   | 30 | 8  | 14 | 8  | 23 | 24 | −1   |                                              |
| 8    | Cagliari           | 30   | 30 | 8  | 14 | 8  | 27 | 29 | −2   |                                              |
| 9    | Perugia            | 30   | 30 | 9  | 12 | 9  | 27 | 32 | −5   |                                              |
| 10   | Napoli             | 28   | 30 | 7  | 14 | 9  | 20 | 20 | 0    |                                              |
| 11   | Avellino           | 27   | 30 | 7  | 13 | 10 | 24 | 32 | −8   |                                              |
| 12   | Catanzaro          | 24   | 30 | 5  | 14 | 11 | 20 | 34 | −14  |                                              |
| 13   | Udinese            | 21   | 30 | 3  | 15 | 12 | 24 | 38 | −14  |                                              |
| 14   | Pescara (D)        | 16   | 30 | 4  | 8  | 18 | 18 | 44 | −26  | Descenso a Serie B                           |
| 15   | Milan (D)          | 36   | 30 | 14 | 8  | 8  | 34 | 19 | +15  | Descenso a Serie B                           |
| 16   | Lazio (D)          | 25   | 30 | 5  | 15 | 10 | 21 | 25 | −4   | Descenso a Serie B                           |

 Fuente: BDFutbol
Notas:
1. 1 2  El A.C. Milan y la S.S. Lazio se ubicaron en las últimas posiciones y fueron relegados a la Serie B por la FIGC debido al escándalo de Totonero

|                |
| Campeón        |
| Inter de Milán |
| 12º título     |

## Resultados
| Local \ Visitante | ASC | AVE | BOL | CAG | CAT | FIO | INT | JUV | LAZ | MIL | NAP | PER | PES | ROM | TOR | UDI |
| ----------------- | --- | --- | --- | --- | --- | --- | --- | --- | --- | --- | --- | --- | --- | --- | --- | --- |
| Ascoli            | —   | 0–0 | 2–0 | 1–0 | 2–2 | 1–0 | 1–1 | 2–3 | 1–1 | 0–0 | 0–0 | 1–0 | 3–1 | 3–0 | 1–0 | 3–0 |
| Avellino          | 2–2 | —   | 1–0 | 2–2 | 2–0 | 0–2 | 0–0 | 1–0 | 0–0 | 1–0 | 2–3 | 2–2 | 2–0 | 0–1 | 0–2 | 0–0 |
| Bologna           | 0–0 | 1–0 | —   | 0–1 | 4–1 | 2–1 | 1–2 | 1–1 | 1–0 | 0–1 | 0–0 | 1–1 | 0–0 | 1–1 | 1–2 | 2–1 |
| Cagliari          | 1–1 | 1–1 | 1–0 | —   | 1–0 | 2–1 | 1–1 | 2–1 | 1–1 | 0–0 | 1–0 | 1–2 | 1–0 | 1–3 | 0–0 | 3–1 |
| Catanzaro         | 1–1 | 0–0 | 0–0 | 1–0 | —   | 0–1 | 0–0 | 0–1 | 2–1 | 0–3 | 2–0 | 2–1 | 1–1 | 2–2 | 0–0 | 1–1 |
| Fiorentina        | 3–1 | 3–0 | 0–0 | 1–1 | 3–0 | —   | 0–2 | 2–1 | 0–0 | 1–1 | 0–0 | 0–0 | 2–0 | 3–1 | 1–0 | 1–1 |
| Internazionale    | 2–4 | 3–0 | 0–0 | 3–3 | 3–1 | 0–0 | —   | 4–0 | 2–1 | 2–0 | 1–0 | 3–2 | 2–0 | 2–2 | 1–1 | 2–1 |
| Juventus          | 2–3 | 2–0 | 1–1 | 1–0 | 1–0 | 3–0 | 2–0 | —   | 0–0 | 2–1 | 1–0 | 3–0 | 3–0 | 2–0 | 0–0 | 1–1 |
| Lazio             | 0–1 | 1–1 | 0–1 | 1–1 | 2–0 | 2–0 | 0–0 | 1–0 | —   | 0–2 | 1–1 | 1–1 | 2–0 | 1–2 | 2–1 | 0–0 |
| Milan             | 3–0 | 1–0 | 4–0 | 2–0 | 0–0 | 2–0 | 0–1 | 2–1 | 2–1 | —   | 1–2 | 1–0 | 3–1 | 0–0 | 0–2 | 0–0 |
| Napoli            | 1–0 | 0–1 | 1–1 | 0–0 | 1–1 | 0–0 | 3–4 | 0–0 | 0–0 | 0–1 | —   | 1–1 | 2–0 | 3–0 | 1–0 | 1–0 |
| Perugia           | 0–0 | 2–1 | 1–1 | 1–0 | 0–0 | 1–2 | 0–0 | 1–0 | 0–0 | 1–1 | 1–0 | —   | 1–0 | 3–1 | 0–2 | 2–0 |
| Pescara           | 0–0 | 1–1 | 0–0 | 2–0 | 1–1 | 1–2 | 0–2 | 0–2 | 2–0 | 2–1 | 1–0 | 1–1 | —   | 2–3 | 0–2 | 1–1 |
| Roma              | 1–0 | 1–1 | 1–2 | 1–1 | 1–0 | 2–1 | 1–0 | 1–3 | 1–1 | 0–0 | 0–0 | 4–0 | 2–0 | —   | 1–1 | 1–1 |
| Torino            | 1–0 | 2–2 | 0–0 | 0–0 | 0–0 | 1–1 | 0–0 | 1–2 | 1–0 | 0–1 | 0–0 | 2–0 | 2–0 | 1–0 | —   | 1–1 |
| Udinese           | 3–1 | 0–1 | 0–2 | 1–1 | 1–2 | 2–2 | 1–1 | 1–3 | 1–1 | 2–1 | 0–0 | 1–2 | 2–1 | 0–0 | 0–1 | —   |